# إراحة صيفية
الإراحة الصيفية وتسمى أحيانًا الأراضي الزراعية المراحة وتشير إلى الأراضي الزراعية التي لا تتم زراعتها عمدًا، خلال أحد مواسم الزراعة المعتادة. وتتيح إراحة الأرض على هذا النحو بزراعتها بمحصول واحد، باستخدام الرطوبة والمواد المغذية الخاصة، بأكثر من دورة محاصيل. وتوفر تقنية الإراحة الصيفية رطوبة إضافية كافية، فضلًا عن مواد مغذية للسماح بنمو المحاصيل التي لا يمكن زراعتها بدون ذلك، وهي ترتبط ارتباطًا وثيقًا بزراعة الأراضي الجافة.
وعادة ما يتم ذلك في المناطق شبه القاحلة، من أجل الحفاظ على الرطوبة للموسم المقبل. كما أنها توفر وقتًا إضافيًا لمخلفات المحاصيل للتحلل، إلى جانب إعادة المواد المغذية إلى التربة ليستفيد منها المحصول اللاحق، رغم أن هذه الوظيفة أصبحت أقل أهمية منذ انتشار اعتماد المزارعين على استخدام الأسمدة الكيماوية بهدف إضافة المواد المغذية الحيوية بشكل صناعي. ويمكن حرث أو رش الحقول المراحة لمكافحة الأعشاب الضارة والحفاظ على الرطوبة في التربة. وقد أشارت إحصائية الزراعة لعام 1997 إلى أن 20,900,000 أكر (85,000 كـم2)، تقريبًا 5% من مساحة جميع الأراضي الزراعية البالغ مساحتها 431 أكر (1.74 كـم2)، قد تمت إراحتها في ذلك العام.